# Annette Dittert

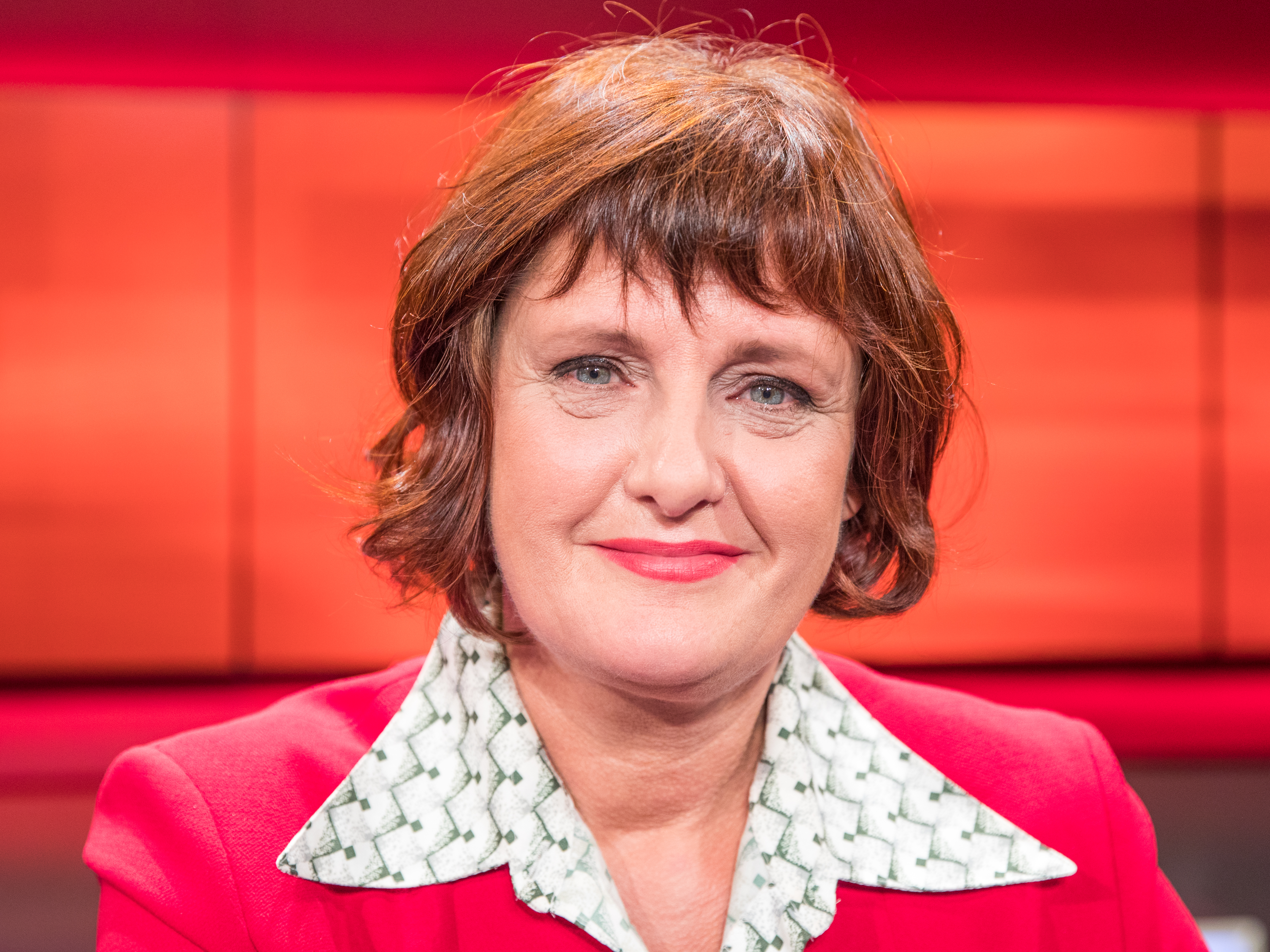
Annette Dittert, 2019

Annette Dittert (ur. 1962 w Kolonii) – niemiecka dziennikarka.
Studiowała politologię, filozofię i germanistykę we Fryburgu Bryzgowijskim i Berlinie. W latach 1984–1991 pracowała jako reporter, redaktor i prezenter w stacji telewizyjnej SFB. Kierowniczka studia telewizji ARD w Warszawie (2001-2004), studia w Nowym Jorku (2006-2008) i studia w Londynie (2008-2014).
Za swe reportaże na temat Polski została wyróżniona nagrodą im. Hannsa-Joachima Friedrichsa.